# Vassili Likhatchiov
Pour les articles homonymes, voir Likhatchiov.
Vassili Nikolaïevitch Likhatchiov (en russe : Василий Николаевич Лихачёв), né le 5 janvier 1952 à Gorki (RSFSR, URSS) et mort le 8 avril 2019, est un homme politique soviétique puis russe. 
Il a été député à la Douma d'État de l'Assemblée fédérale de la fédération de Russie lors de la 6e convocation du Parti communiste de la fédération de Russie  et membre de la Commission électorale centrale de la fédération de Russie (2016-2018). 

## Biographie
Né le 5 janvier 1952 à Gorki, en 1975, Vassili Likhatchiov est diplômé de la faculté de droit de l’université d’État de Kazan et a suivi des études supérieures. 
En 1978-1988, il a été professeur associé à l'université d'État de Kazan. En 1982-1983, il a enseigné à l'École nationale de droit de la république de Guinée-Bissau et en 1987-1988, à l'université de la République de Madagascar . 
Il est de 1988-1990, chef du Département des affaires juridiques et juridiques du Comité régional tatare du PCUS et en 1990-1991, Président du Comité de surveillance constitutionnelle de la république du Tatarstan. 
Vice-président de la République du Tatarstan (1991-1995), il est de 1995 à 1998, Président du Conseil d’État de la république du Tatarstan et vice-président du Conseil de la fédération de Russie. 
En 1998-2003, il était le représentant permanent de la Russie auprès de la Communauté européenne à Bruxelles . 
En 2004-2010, il est représentant du Conseil de la fédération de l’Assemblée populaire de la République d’Ingouchie, vice-président de la Commission des affaires étrangères du Conseil de la fédération, membre de la Commission sur la méthodologie pour la mise en œuvre des pouvoirs constitutionnels du Conseil de la fédération, membre de la Commission du Conseil de la fédération sur la politique d'information 
Vice-ministre de la Justice de la fédération de Russie (2010-2011), il est de 2011 à 2016 député de la Douma d'État à l'Assemblée fédérale de la fédération de Russie. 
À partir du 3 mars 2016 par décret du président de la Russie, il est devenu membre de la Commission électorale centrale. 

## Distinctions
- Ordre du Mérite pour la Patrie, 4e degré (11 janvier 2007) - pour sa participation active à l'élaboration des lois et pour de nombreuses années de travail diligent[4].
- Ordre d'honneur (27 décembre 1996) - pour les services rendus à l'État, une contribution importante au développement et au renforcement de l'état russe[5].
- L'ordre de l'Amitié (1er mars 2017) - pour une participation active à la vie sociale et politique de la société russe[6].
- Ouvrier honoraire du ministère des Affaires étrangères de la fédération de Russie[7].
- Reconnaissance du président de la fédération de Russie (11 avril 2014) - pour le succès obtenu dans le domaine du travail, pour sa contribution significative au développement socio-économique de la fédération de Russie, pour ses réalisations dans le domaine humanitaire, pour le renforcement de l'état de droit et du droit, pour ses activités législatives et publiques actives, pour de nombreuses années de travail assidu[8].